# Badisches Schulmuseum Karlsruhe

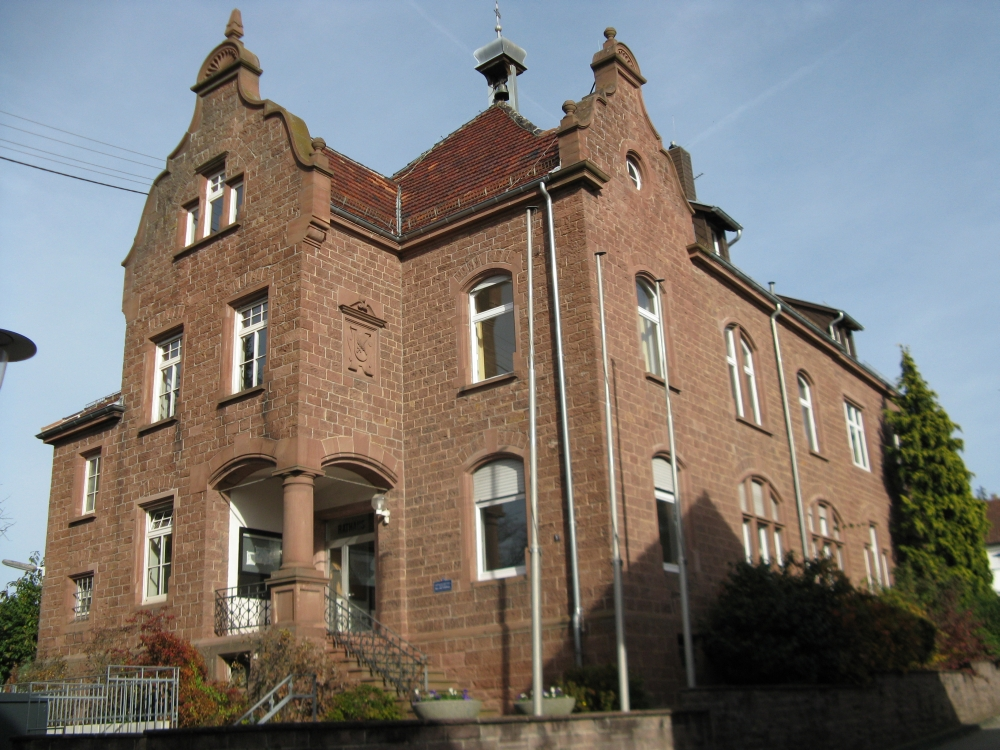
Badisches Schulmuseum Karlsruhe in der ehemaligen Waldenserschule Palmbach

Das Badische Schulmuseum ist ein Schulmuseum in der Waldenserschule im Karlsruher Stadtteil Palmbach. Es wird vom Verein Badisches Schulmuseum Karlsruhe e.V. betrieben.
Das Museum wurde 1988 als „Karlsruher Schulmuseum“ als gemeinnütziger Verein gegründet und war bis 1992 in der Friedrich-Realschule und der Tullaschule Karlsruhe angesiedelt. Danach zog es in die Grund- und Hauptschule Grötzingen und die Grundschule Karlsruhe-Grünwinkel. 2014 fand es seinen heutigen Standort in der leerstehenden Grundschule im Stadtteil Palmbach.

## Ausstellung
Es zeigt auf drei Stockwerken Sammlungen im Bereich Lern- und Arbeitsmittel, Tierpräparate und Technik. Außerdem wird „Historischer Unterricht“ angeboten. Neben den zu sehenden Exponaten aus früheren Jahrzehnten wie Schulmützen, technischen Geräten oder alten Lehrmitteln, kann Schulgeschichte auch durch zahlreiche Aktivitäten erlebt werden. Im Ausstellungsraum sind neben den Themen Schule und Religion auch Ausstellungsstücke zur Palmbacher Geschichte und über die Waldenser zu finden. Im Jahre 2016 wurde eine alte Lehrerwohnung „anno 1900“ fertiggestellt.

## Altes Wandgemälde

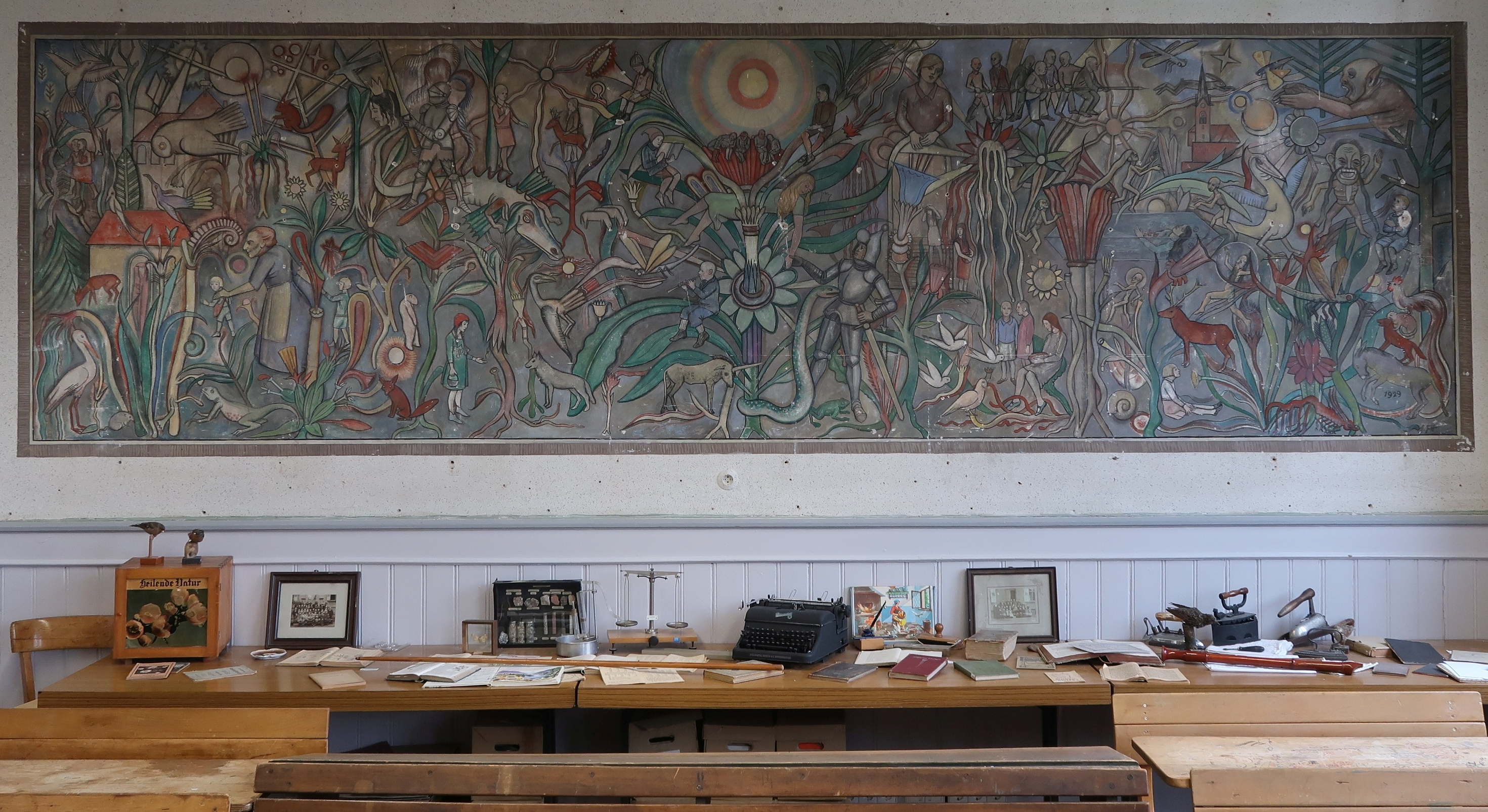
Das aus dem Jahre 1929 stammende Gemälde „Palmbacher Märchenwelt“ des bekannten deutschen Malers und Grafikers Hans Fischer-Schuppach zeigt zahlreiche Details aus Märchen der Brüder Grimm auf.

Als Besonderheit ist das aus dem Jahre 1929 stammende Gemälde Palmbacher Märchenwelt des bekannten deutschen Malers und Grafikers Hans Fischer-Schuppach zu besichtigen. Das Gemälde zeigt zahlreiche Details aus Grimms Märchen. 40 Märchen konnten bisher auf dem Bild bestimmt werden. Diese werden ergänzt durch verschiedene Tiere und Insekten, erfundene Pflanzenformen, markante Palmbacher Gebäude wie Kirche und Rathaus, sowie durch zahlreiche kleine und große menschliche Figuren. Bei allen menschlichen Figuren im Bild wurden damals Palmbacher Schüler von Klasse 3 bis Klasse 8 verewigt. Die Schüler mussten einzeln dem Künstler Modell stehen und wurden in die Märchenwelt eingefügt. Das alte Wandgemälde wurde erst im Jahre 2014 wiederentdeckt und freigelegt. Im Jahre 2020 wurde das Wandgemälde und das historische Klassenzimmer restauriert.

## Öffnungszeiten
Das Schulmuseum hat regelmäßig geöffnet.
Für Gruppen (Schulklassen, Vereins- und Betriebsausflüge, Klassentreffen) wird das Museum nach Terminvereinbarung geöffnet.
Der Besuch des Schulmuseums kann mit der Begehung des Palmbacher Waldenserweges verbunden werden.